# Kasteel Wildenburg
Kasteel Wildenburg is een voormalig kasteel in de tot de West-Vlaamse gemeente Wingene behorende plaats Wildenburg, gelegen aan Beernemsteenweg 106.

## Geschiedenis
In 1860 werd een kasteel gebouwd in opdracht van (sinds 1871: baron) Frédéric van der Bruggen (1804-1872). Het betrof een neogotisch kasteel met oranjerie. Dit kasteel werd in 1985 gesloopt. Het koetshuis werd gerestaureerd en omgebouwd tot woning.

## Kasteeldomein
Het oorspronkelijke koetshuis met conciërgewoning en stallen werd in 1985 omgebouwd tot woning. Het gebouw wordt geflankeerd door een ronde toren.
Het geheel staat in een kasteelpark dat kenmerken vertoont van laat-19e eeuwse landschapsstijl, maar verscheidene malen gewijzigd is. Er zijn vijvers, een ijskelder, een ommuurde moestuin en een bochtige toegangsdreef.